# 엄재식
엄재식(嚴在植, 1966년 충청북도 충주시 ~ )은 대한민국의 공무원이다.

## 학력
- 1985년: 충주고등학교 졸업
- 서울대학교 사회복지학 학사
- 2002년: 서섹스 대학교 과학기술정책학 석사

## 경력
- 1996년: 행정고시 39회 합격
- 2007년: 과학기술부 기초연구국 핵융합지원과장
- 원자력안전위원회 안전정책과장
- 원자력안전위원회 방사선방재국장
- 원자력안전위원회 사무처장 겸 상임위원
- 2018년 12월 ~ : 원자력안전위원회 위원장